# David Campbell
David Anthony Campbell (Eglinton, 6 de janeiro de 1964) é um ex-futebolista profissional norte-irlandês que atuava como meia.

## Carreira
David Campbell fez parte do elenco da Seleção Norte-Irlandesa de Futebol, da Copa de 1986.